# نورآباد دشت جارو
نورآباد دشت جارو یا چاه عیسی روستایی در دهستان کوه سفید بخش مرکزی شهرستان خاش استان سیستان و بلوچستان ایران است.

## جمعیت
بر پایه سرشماری عمومی نفوس و مسکن در سال ۱۳۹۵ جمعیت این روستا ۲۸ نفر (۶خانوار) بوده‌است.